# Atul
Atul là một thị xã của quận Valsad thuộc bang Gujarat, Ấn Độ.

## Nhân khẩu
Theo điều tra dân số năm 2001 của Ấn Độ, Atul có dân số 5356 người. Phái nam chiếm 53% tổng số dân và phái nữ chiếm 47%. Atul có tỷ lệ 84% biết đọc biết viết, cao hơn tỷ lệ trung bình toàn quốc là 59,5%: tỷ lệ cho phái nam là 88%, và tỷ lệ cho phái nữ là 79%. Tại Atul, 9% dân số nhỏ hơn 6 tuổi.